# Brändö by
Brändö (ibland Brändö by eller Brändöby) är en by på ön Brändö och administrativt centrum i Brändö kommun på Åland. I byn finns bland annat butik, bank, idrottshall och äldreomsorg och grundskola. Turism och fiskodling är viktiga näringar i byn.

## Historia
Brändö omnämns i skrift första gången 1515 och dess kyrka 1544. Byns invånare har historiskt levt som fiskarbönder, på 1960, -70 och -80-talen var växthusnäringen betydelsefull i byn. 

## Geografi
Brändö har ett centralt läge i kommunen med byarna Baggholma i sydväst, Korsö i öst, Björnholma i norr. Öster om Brändö breder fjärden Skiftet ut sig. Ön sträcker sig cirka 4,3 km i nord-sydlig riktning, och 2,3 km i öst-västlig riktning.

## Befolkningsutveckling
| Befolkningsutvecklingen i Brändö 2000–2015 | Befolkningsutvecklingen i Brändö 2000–2015 | Befolkningsutvecklingen i Brändö 2000–2015 | Befolkningsutvecklingen i Brändö 2000–2015 | Befolkningsutvecklingen i Brändö 2000–2015 |
| ------------------------------------------ | ------------------------------------------ | ------------------------------------------ | ------------------------------------------ | ------------------------------------------ |
|                                            |                                            |                                            |                                            |                                            |
| År                                         |                                            |                                            | Folkmängd                                  |                                            |
| 2000                                       | 2000                                       |                                            | 113                                        |                                            |
| 2005                                       | 2005                                       |                                            | 132                                        |                                            |
| 2010                                       | 2010                                       |                                            | 113                                        |                                            |
| 2015                                       | 2015                                       |                                            | 110                                        |                                            |